# Kecskeméti Gábor (irodalomtörténész)
Kecskeméti Gábor (Szolnok, 1965. november 30. –) magyar irodalomtörténész, az MTA rendes tagja. 2013. január 1-jétől a Magyar Tudományos Akadémia Bölcsészettudományi Kutatóközpont Irodalomtudományi Intézetének tudományos tanácsadója, intézetigazgatója.

## Pályája

### Tanulmányok
1984–1989 között végezte el az Eötvös Loránd Tudományegyetem (ELTE) Bölcsészettudományi Karának (BTK) magyar–történelem szakpárját. Elsőévesként Tarnai Andor irodalomtörténeti szemináriumára járt, másodéves korától mindvégig szakszeminaristája volt Az alkalmi beszéd irodalomszociológiai vonatkozásai című szemináriumán. A szakszemináriumi munka során fordult érdeklődése a 16–18. század retorikatörténete és ‑elmélete felé. 17. századi halotti beszédekből készített kritikai kiadása ötödéves korában jelent meg.
1989 szeptembere és 1992 augusztusa között az MTA tudományos továbbképzési ösztöndíjában részesült. Kutatóhelye az ELTE Régi Magyar Irodalomtörténeti Tanszéke, tudományos vezetője Tarnai Andor lett. Aspirantúrája idején készült el az ókori latin szerzők régi magyar fordításaiból általa szerkesztett kritikai szövegkiadás.

### Tudományos pályafutás

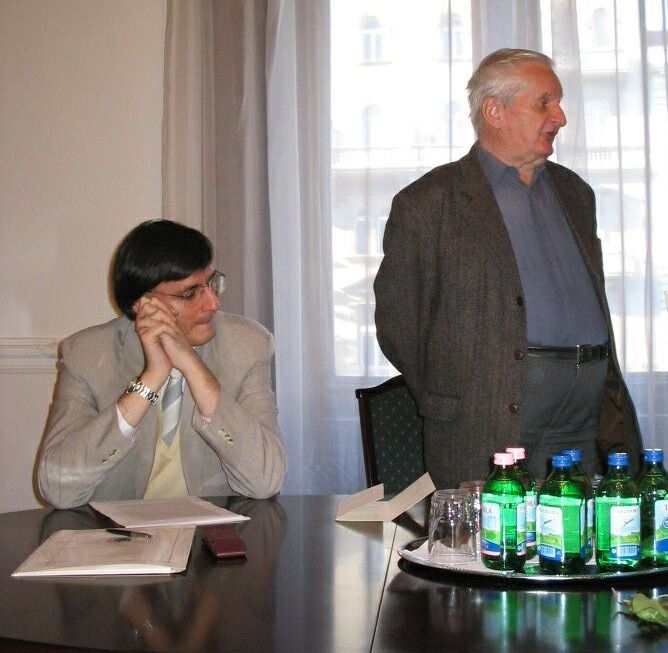
Pomogáts Bélával a Historia litteraria a XVIII. században című tudományos tanácskozáson

Főállású munkahelye 1992 óta az MTA Irodalomtudományi Intézetének (2012 óta az MTA Bölcsészettudományi Kutatóközpont – MTA BTK – Irodalomtudományi Intézetének) Reneszánsz Osztálya. Előbb fiatal kutatói ösztöndíjas, 1995-től tudományos munkatárs, 1998-tól tudományos főmunkatárs, 2009-től tudományos tanácsadó, 2016-tól kutatóprofesszor. Az irodalomtudomány kandidátusa fokozatért benyújtott, A régi magyar halotti beszéd eszmetörténeti helyzete című értekezését 1996 tavaszán fejezte be és 1997 júniusában védte meg. Az értekezés monográfia-változata 1998-ban jelent meg.
Az Irodalomtudományi Intézetben kapcsolódott be a Tarnai Andor, majd Szörényi László vezetésével folyó kritikatörténeti kutatásokba, az 1580–1630 közötti évek magyarországi kritikatörténetének megírását kapta feladatul. 1994 óta hat alkalommal folytatott egy-egy havi kutatómunkát Wolfenbüttelben, a Herzog August Bibliothekban. Az MTA doktora cím elnyeréséért benyújtott disszertációjának németországi forrásait nagyrészt e kutatóútjain nyílott módja tanulmányozni. E disszertációt A magyarországi retorikai gondolkodás a 16–17. század fordulóján címmel 2006 őszén nyújtotta be és 2008. március 26-án védte meg. Az értekezés monográfia-változata 2007-ben jelent meg.
Rendszeresen tart előadásokat hazai és külföldi konferenciákon, fontosabb külföldi előadásaira Bonnban, Krakkóban, Nagyváradon, Rómában, Tours-ban, Varsóban, Zágrábban került sor.
A Magyar Tudományos Akadémia 2016. május 2-án az akadémia levelező, 2022. május 3-án rendes tagjává választotta.

### Pályázati eredményesség, kollektív kutatások
Több sikeres kutatói pályázat közreműködője volt: Akadémiai Kutatási Pályázat A magyarországi irodalom- és tudománytörténet forrásai (1600–1800) címmel (1997–1998), OTKA-kutatás A hitviták magyarországi társadalomtörténete, funkcióváltásai, műfaji rendszere és adattára a 16–18. században címmel (2001–2004), NKFP kutatási pályázat A magyarországi neolatin irodalom feltárására (2002–2006), Pázmány Péter kritikai kiadás című OTKA-kutatás (2003–2006 és 2007–2011 között). Felsőoktatási minőségfejlesztési projektek vezetője: TÁMOP-4.2.2/B-10/1-2010-0008 (2011–2013), TÁMOP-4.2.2/B-15/1/KONV-2015-0003 (2015).
Nemzetközi kutatási programok közreműködője: a CNRS párizsi szövegtudományi kutatóintézetében (Institut de Recherche et d’Histoire des Textes) francia–magyar együttműködésben készülő nemzetközi humanizmuskori szövegtörténeti adattár munkatársa, az MTA BTK Irodalomtudományi Intézete és a Varsói Egyetemen működő Centre for Studies on the Classical Tradition in Poland and East-Central Europe által a közép-európai latin kultúra történetének közös kutatására szervezett program és az Oxfordi Egyetem irányításával folyó, Cultures of Knowledge c. kora újkori kutatási program résztvevője.
2013. január 1-jétől az MTA BTK Irodalomtudományi Intézetének igazgatója.

### Konferenciaszervezés
Több hazai konferencia tudományos titkára és az ezek anyagát tartalmazó tanulmánykötetek szerkesztője. Tagja volt a 2006 augusztusában Budapesten megrendezett XIII. neolatin világkongresszus előkészítő bizottságának. 2011-ben a magyarországi filológiai és textológiai munkát rendszeresen áttekintő konferenciasorozat szervezésébe kezdett Miskolcon: Filológia és textológia a régi magyar irodalomban (2011), Filológiai és textológiai kérdések a 20. századi klasszikusok szövegkiadásaiban (2012), Textológia – filológia – értelmezés: A 18–19. századi magyar irodalom (2013).

### Tudományszervezés, szakmai közéleti tevékenység
1997 óta az MTA Textológiai Munkabizottságának tagja, 2001–2008 között társelnöke, 2008–2014 között elnöke. 2005–2008 között, majd 2010–2014 között az OTKA Társadalom- és Bölcsészettudományi Kollégiuma Magyar Irodalomtörténet – Modern Filológia zsűrijének tagja, 2011–2014 között a zsűri elnöke. 2007–2010 között a Magyar Felsőoktatási Akkreditációs Bizottság (MAB) Irodalomtudományi (2008-tól: Irodalom- és Kultúratudományi) Bizottságának társelnöke, 2010–2012 között a MAB Bölcsészettudományi Bizottságának tagja. 2008 óta az MTA Irodalomtudományi Bizottságának választott tagja. 2008-tól az MTA Miskolci Területi Bizottsága Nyelv- és Irodalomtudományi Szakbizottságának társelnöke, 2010-től elnöke. 2011 óta a Magyar Irodalomtörténeti Társaság Borsod-Abaúj-Zemplén Megyei Tagozatának elnöke. 2010–2015 között a Bolyai János Kutatási Ösztöndíj szakértői kollégiumának tagja. 2016-tól a Nemzetközi Magyarságtudományi Társaság választmányának tagja. A Tarnai Andor-díj kuratóriumának tagja.
Több akadémiai doktori eljárásban működött közre mint bíráló és mint a bíráló bizottság titkára vagy tagja, számos PhD fokozatszerzési eljárásban volt opponens vagy bizottsági tag.

### Szerkesztői munka
1996–2012 között az Irodalomtörténeti Közlemények felelős szerkesztője, 2013-tól pedig a főszerkesztője. A 2004-ben a magyarországi latin nyelvű irodalom történetének bemutatása céljából indított Camoenae Hungaricae című idegen nyelvű évkönyv felelős szerkesztője. 2008 óta a Publicationes Universitatis Miskolcinensis: Sectio Philosophica című periodika szerkesztőbizottságának tagja. Egyik sorozatszerkesztője az Universitas Kiadó Historia Litteraria című könyvsorozatának.

### Felsőoktatás, doktori képzés
1990 óta vesz részt a felsőoktatásban, kezdetben (1989–1992 között) mint az ELTE, majd mint a Pázmány Péter Katolikus Egyetem óraadója. 1996–1999 között a pécsi Janus Pannonius Tudományegyetem Klasszikus Irodalomtörténeti és Összehasonlító Irodalomtudományi Tanszékének másodállású adjunktusaként, majd docenseként tanított. A Varsói Egyetemen működő East-Central European School in the Humanities keretében több alkalommal tartott posztgraduális kurzusokat lengyel, orosz, ukrán, fehérorosz, litván doktoranduszhallgatók számára.
A Miskolci Egyetemen 1997 óta tanít, előbb másodállású egyetemi adjunktusként, 1998 óta egyetemi docensként, 2009 óta egyetemi tanárként. 2009-ben a Miskolci Egyetem Társadalomtudományi Habilitációs Tanácsa habilitált doktorrá nyilvánította.
2005 óta a Régi Magyar Irodalom Története Tanszék tanszékvezetője, 2006 óta a Régi és Klasszikus Magyar Irodalomtörténeti Tanszék tanszékvezetője, 2007 óta pedig a Magyar Nyelv- és Irodalomtudományi Intézet intézetigazgatója. 2011–2012-ben, majd 2013 óta a Miskolci Egyetem Szenátusának tagja. 2012 óta a Miskolci Egyetem Tudományos Tanácsának tagja.
A Miskolci Egyetem BTK Irodalomtudományi Doktori Iskolájának alapító tagja, törzstagja, témavezetője és oktatója. 2004 óta e doktori iskola Doktori Tanácsának tagja és a Klasszikus szövegtudomány c. doktori program vezetője. 2009 óta a doktori iskola vezetője, a Doktori Iskola Tanácsának és a BTK Kari Doktori Tanácsának elnöke. 2013 óta az Irodalomtudományok tudományági doktori tanács elnöke.
2010 óta a Miskolci Egyetem BTK Kari Habilitációs Tanácsának tagja. 2013 óta az Irodalomtudományok tudományági habilitációs tanács elnöke.
2008 óta az ELTE BTK Kari Doktori Tanácsának külső tagja, 2009 óta az ELTE BTK Irodalomtudományi Doktori Iskola Tanácsának külső tagja.

## Publikációi

### Monográfiák
- Prédikáció, retorika, irodalomtörténet: A magyar nyelvű halotti beszéd a 17. században, Budapest, Universitas Könyvkiadó, 1998 (Historia Litteraria, 5).
- „A böcsületre kihaladott ékes és mesterséges szóllás, írás”: A magyarországi retorikai hagyomány a 16–17. század fordulóján, Budapest, Universitas Kiadó, 2007 (Irodalomtudomány és Kritika: Tanulmányok).

### Kritikai kiadások
- Magyar nyelvű halotti beszédek a XVII. századból, kiad., jegyz. Kecskeméti Gábor, bevezető: Kecskeméti Gábor, Nováky Hajnalka, Budapest, MTA Irodalomtudományi Intézet, 1988
- Régi magyar iskolai Georgica-fordítás, kiad. Borzsák István, Kecskeméti Gábor, Budapest, Magyar Nyelvtudományi Társaság, 1993 (A Magyar Nyelvtudományi Társaság Kiadványai, 199)
- Római szerzők 17. századi magyar fordításai, szerkesztette: Kecskeméti Gábor, kiad., jegyz. Bartók István, Borzsák István, Erdélyi Lujza, Kecskeméti Gábor, előszó Havas László, utószó Kecskeméti Gábor, Budapest, Balassi Kiadó, 1993 (Régi Magyar Prózai Emlékek, 10)

### Egyéb szövegkiadások
- Pápai Páriz Ferenc, Bod Péter, Dictionarium Latino–Hungaricum et Hungarico–Latino–Germanicum, Szeben, 1767, hasonmás kiadása: kiad. Hargittay Emil, Kecskeméti Gábor, Thimár Attila, Budapest, Universitas Könyvkiadó, 1995
- Ladislaus Bartholomaeides, A természet jóvoltából hajózható Sajó folyóról, ford. Rimócziné Hamar Márta, bevezető:, jegyz. Kecskeméti Gábor, Miskolc, Miskolci Egyetem BTK Irodalomtudományi Doktori Iskola, 2013

### Tanulmányok

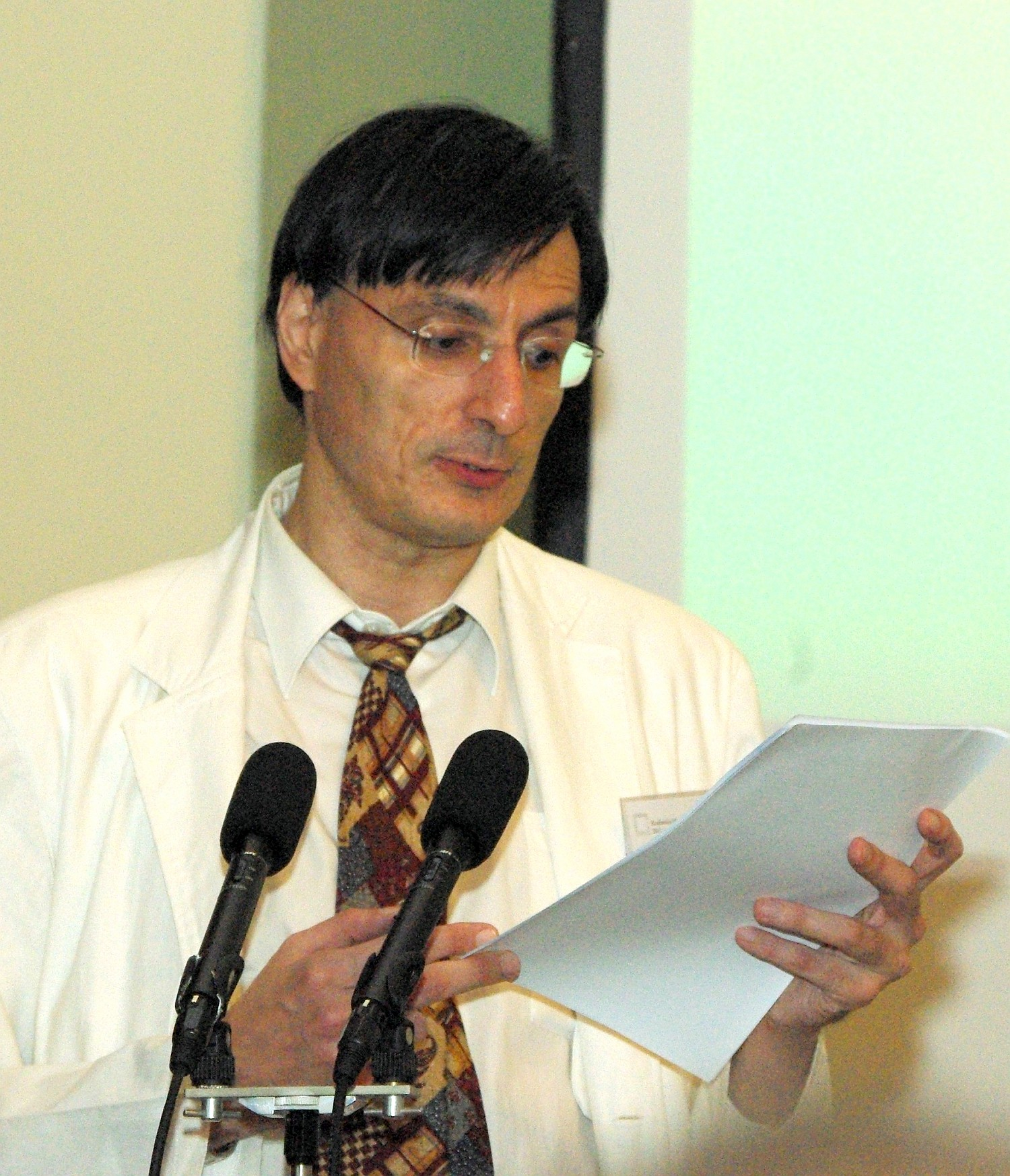
A Filológia és textológia a régi magyar irodalomban című nemzetközi
konferencián

- Domini sumus: Vallási tanítás és nemesi reprezentáció 17. századi halotti beszédek inventiójában, Irodalomtörténeti Közlemények, 96(1992), 381–398.
- Az iskolai gyakorlat és a 17. századi magyar prózafordítások = Római szerzők 17. századi magyar fordításai, szerkesztette: Kecskeméti Gábor, kiad., jegyz. Bartók István, Borzsák István, Erdélyi Lujza, Kecskeméti Gábor, előszó Havas László, utószó Kecskeméti Gábor, Budapest, Balassi Kiadó, 1993 (Régi Magyar Prózai Emlékek, 10), 577–613.
- Genus dicendi – genus docendi: Sermo és doctrina a 17. századi protestáns prédikációirodalomban, Berliner Beiträge zur Hungarologie: Schriftenreihe des Seminars für Hungarologie an der Humboldt-Universität zu Berlin, 7(1994), 50–76.
- Toposzok és exemplumok a história hasznairól a 17. században, StudLitt, 32(1994), 73–89.
- A történeti kommunikációelmélet lehetőségei, Irodalomtörténeti Közlemények, 99(1995), 561–576.
- A prédikáció műnemi besorolása és a prédikációelméleti gondolkodás korszakai = Tarnai Andor-emlékkönyv, szerkesztette: Kecskeméti Gábor, munkatársak Hargittay Emil, Thimár Attila, Budapest, Universitas Könyvkiadó, 1996 (Historia Litteraria, 2), 143–158.
- Neolatin irodalom Európában és Magyarországon, szerkesztette: Jankovits László, Kecskeméti Gábor, Pécs, JPTE, 1996 Benne: Előszó (Jankovits Lászlóval), 5–6.
- Neolatin írók és magyar prédikátorok (Teológiai-filozófiai elvek és irodalmi minták a XVII. században) = Neolatin irodalom Európában és Magyarországon, szerkesztette: Jankovits László, Kecskeméti Gábor, Pécs, JPTE, 1996, 163–170.
- Teológia és retorika a régi magyar prédikációirodalomban = A magyar művelődés és a kereszténység (La civiltà ungherese e il cristianesimo): A IV. Nemzetközi Hungarológiai Kongresszus előadásai (Róma–Nápoly, 1996. szeptember 9–14.), I–III, szerkesztette: Jankovics József, Monok István, Nyerges Judit, Sárközy Péter, Budapest–Szeged, Nemzetközi Magyar Filológiai Társaság–Scriptum Rt., 1998, II, 743–753.
- A huszonhatodik év 62. szonettjének motívumtörténetéhez = Kabdebó Lóránt köszöntése 65. születésnapja alkalmából, szerkesztette: Bessenyei József, Ferenczi László, Kovács Viktor, Pálfi Ágnes, Miskolc, Miskolci Egyetem BTK Összehasonlító Irodalomtörténeti és Művészettörténeti Tanszék, 2001, 248–252.
- A genus iudiciale a 16–17. századi magyarországi irodalomban és irodalomelméletben, Irodalomtörténeti Közlemények, 105(2001), 255–284.
- A 17. századi magyarországi katolikus retorikaelmélet prágai kapcsolataihoz = Múlt jövő időben: Írások Bodnár György 75. születésnapjára, szerkesztette: Angyalosi Gergely, Budapest, Universitas Kiadó, 2003, 159–167.
- Filológiai problémák a magyarországi irodalomtudományi kutatásban és a számítógépes kézirat-előkészítésben = Bevezetés a régi magyarországi irodalom filológiájába, szerkesztette: Hargittay Emil, Budapest, Universitas Könyvkiadó, 20033, 132–146.
- Az ékesszólás elmélete és gyakorlata Verseghy műveiben = In memoriam Verseghy Ferenc, VI, Emlékkönyv a Szolnokon 2002. szeptember 27-én rendezett Verseghy tudományos ülésszak anyagából, szerkesztette: Szurmay Ernő, Szolnok, Verseghy Ferenc Megyei Könyvtár, 2003, 37–57.
- A korai protestáns homiletika szerepe az európai és a hazai irodalmi gondolkodás történetében, Irodalomtörténeti Közlemények, 107(2003), 367–398.
- Recepció, szövegaktus és kommunikáció a régi magyar irodalomtörténetben (Kontextusok és intenciók), Irodalomtörténeti Közlemények, 107(2003), 703–728.
- [Debreczeni Attila, Kecskeméti Gábor], Alapelvek az irodalmi szövegek tudományos kiadásához, It, 85(2004), 328–330.
- Gábor Kecskeméti, Des exempla classiques et humanistes dans la propagande littéraire hongroise des 16e–17e siècles = L’eredità classica in Italia e in Ungheria dal Rinascimento al Neoclassicismo, a cura di Péter Sárközy, Vanessa Martore, Budapest, Editore Universitas, 2004, 133–145.
- Gábor Kecskeméti, Genus iudiciale in the Practice and Theory of Hungarian Literature in the 16th and 17th Century, Camoenae Hungaricae, 1(2004), 105–120.
- A németországi egyetemek retorikai kultúrája és magyarországi hatása a XVI–XVII. század fordulóján (Egy 1587. évi adat) = Religió, retorika, nemzettudat régi irodalmunkban, szerkesztette: Bitskey István, Oláh Szabolcs, Debrecen, Kossuth Egyetemi Kiadó, 2004 (Csokonai Universitas Könyvtár: Bibliotheca Studiorum Litterarium, 31), 166–197.
- Az eszmetörténet új lehetőségei a régi magyar irodalom kutatásában = Az irodalomtörténet esélye: Irodalomelméleti tanulmányok, szerkesztette: Veres András, társszerkesztette: Bezeczky Gábor, Varga László, Budapest, Gondolat Kiadó, 2004, 161–168.
- Alapítók (A trójai menekülés motívumainak hazai ismeretéhez) = Septuagesimo anno humanissime peracto: Tanulmányok Kulcsár Péter 70. születésnapjára, szerkesztette: Horváth Zita, Miskolc, Miskolci Egyetem, 2004 (Publicationes Universitatis Miskolcinensis: Sectio Philosophica, tom. IX, fasc. 4), 101–118.
- A textológiai munka egyes problémáiról – az új textológiai alapelvek közrebocsátásakor, It, 85(2004), 317–327.
- Gábor Kecskeméti, Hungarian Connections of Nicodemus Frischlin, Camoenae Hungaricae, 2(2005), 93–110.
- Gábor Kecskeméti, Erasmian Method, Sturmian Source, Amesian Intention: Cicero in the Schools as Transmitted by Erasmus and Sturm = Republic of Letters, Humanism, Humanities: Selected Papers of the Workshop Held at the Collegium Budapest in Cooperation with NIAS between November 25 and 28, 1999, ed. Marcell Sebők, Budapest, Collegium Budapest, Institute for Advanced Study, 2005 (Workshop Series, 15), 93–105.
- Pázmány vitapartnerei és a wittenbergi egyetem = „Tenger az igaz hitrül való egyenetlenségek vitatásának eláradott özöne…” Tanulmányok XVI–XIX. századi hitvitáinkról, szerkesztette: Heltai János, Tasi Réka, Miskolc, Miskolci Egyetem BTK Régi Magyar Irodalomtörténeti Tanszék, 2005, 43–66.
- Vallától Wittgensteinig (és vissza?): A nyelv- és irodalomelméleti gondolkodás történeti vizsgálata mint irodalomelméleti kihívás = Régi az újban, szerkesztette: Bene Sándor, Kecskeméti Gábor, Helikon, 51(2005), 3. szám, 309–324.
- A historia litteraria korai történetéhez, Irodalomtörténeti Közlemények, 109(2005), 3–17; ua. = Historia litteraria a XVIII. században, szerkesztette: Csörsz Rumen István, Hegedűs [Hegedüs] Béla, Tüskés Gábor, munkatárs Bretz Annamária, Budapest, Universitas Kiadó, 2006 (Irodalomtudomány és Kritika: Tanulmányok), 45–67.
- Rimay retorikai nézeteinek forrásai és összetevői, Irodalomtörténeti Közlemények, 109(2005), 222–242; ua. = A szerelem költői: Konferencia Balassi Bálint születésének ötödfélszázadik, Gyöngyösi István halálának háromszázadik évfordulóján, Sárospatak, 2004. május 26–29., szerkesztette: Szentmártoni Szabó Géza, Budapest, Universitas Kiadó, 2007, 177–202.
- Bene Sándor, Kecskeméti Gábor, Régi ötletek az új irodalomtörténethez (5+1), Lit, 32(2006), 238–251.
- Gábor Kecskeméti, A Hardly-Known 16th-Century Humanist: Paulus Rosa of Körmöcbánya, Camoenae Hungaricae, 3(2006), 65–88.
- Gábor Kecskeméti, The Role of Neo-Latin Handbooks of Rhetoric in the Literary Theory and Practice of Early Modern Hungary = Acta conventus neo-Latini Bonnensis: Proceedings of the Twelfth International Congress of Neo-Latin Studies, Bonn, 3–9 August 2003, general ed. Rhoda Schnur, Tempe, AZ, Arizona Center for Medieval and Renaissance Studies, 2006 (Medieval and Renaissance Texts and Studies, 315), 407–416.
- Gábor Kecskeméti, The Role of Early Protestant Homiletics in the History of European and Hungarian Literary Thought = Die Ideologie der Formen. Rhetorik und Ideologie in der frühen Neuzeit unter besonderer Berücksichtigung des deutschen Sprachraums und seiner Ausstrahlung nach Ungarn: Arbeitsgespräch, 27–28. Oktober 2003, Debrecen, Institut für Literaturforschung der Ungarischen Akademie der Wissenschaften (Budapest), Wolfenbütteler Arbeitskreis für Renaissanceforschung, Herzog August Bibliothek (Wolfenbüttel), Institut für Germanistik, Universität zu Debrecen (Debrecen), Hrsgg. József Jankovics, S. Katalin Németh, Budapest, Balassi Kiadó, 2006 („Studia Humanitatis“, 14), 51–66.
- A latin retorikai kézikönyvek szerepe a koraújkori Magyarország irodalmi elméletében és gyakorlatában = Classica – mediaevalia – neolatina: Acta conventus diebus undecimo et duodecimo mensis Maii anno MMIV Debrecini habiti, eds. Ladislaus Havas, Emericus Tegyey, Debrecini, Societas Neolatina Hungarica Sectio Debreceniensis, 2006, 69–85.
- A historia litteraria korai történetéhez = Historia litteraria a XVIII. században, szerkesztette: Csörsz Rumen István, Hegedűs [Hegedüs] Béla, Tüskés Gábor, munkatárs Bretz Annamária, Budapest, Universitas Kiadó, 2006 (Irodalomtudomány és Kritika: Tanulmányok), 45–67.
- Pécseli Király Imre retorikája és Szenci Molnár Albert = Dictionarium 1604. Szenci Molnár Albert szótára: Az Országos Széchényi Könyvtár és a Károli Gáspár Református Egyetem tudományos ülésszaka, 2004. október 29. – Das Wörterbuch von Albert Molnár: Nationalbibliothek Széchényi und Károli Gáspár Universität der Ungarländischen Reformierten Kirche Wissenschaftliche Tagung, 29. Oktober 2004, szerkesztette: Szabó András, Budapest, OSZK–Osiris Kiadó, 2007 (Libri de libris), 261–291; ua. = „Nem sűlyed az emberiség!”… Album amicorum Szörényi László LX. születésnapjára, főszerkesztő: Jankovics József, felelős szerkesztette: Császtvay Tünde, szerkesztette: Csörsz Rumen István, Szabó G. Zoltán, Budapest, MTA Irodalomtudományi Intézet, 2007[4]), 451–474.
- A régi magyarországi irodalomelmélet alappozíciói (1525: Melanchthon kidolgozza a genus didascalicum elméletét) = A magyar irodalom történetei: A kezdetektől 1800-ig, szerkesztette: Jankovits László, Orlovszky Géza, munkatársak Jeney Éva, Józan Ildikó, Budapest, Gondolat Kiadó, 2007 (A Magyar Irodalom Történetei, 1), 217–227.
- Magyarországi és erdélyi humanisták filológiai tevékenysége a 16–17. században = Classica – mediaevalia – neolatina II, eds. Ladislaus Havas, Emericus Tegyey, Debrecini, Societas Neolatina Hungarica Sectio Debreceniensis, 2007, 63–71.
- Egy alig ismert 16. századi humanista: a körmöcbányai Paulus Rosa, Irodalomtörténeti Közlemények, 111(2007), 639–664.
- Kecskeméti Gábor, Rimay retorikai nézeteinek forrásai és összetevői = A szerelem költői: Konferencia Balassi Bálint születésének ötödfélszázadik, Gyöngyösi István halálának háromszázadik évfordulóján, Sárospatak, 2004. május 26–29., szerkesztette: Szentmártoni Szabó Géza, Budapest, Universitas Kiadó, 2007, 177–202.
- Pécseli Király Imre retorikája és Szenci Molnár Albert = „Nem sűlyed az emberiség!”… Album amicorum Szörényi László LX. születésnapjára, főszerkesztő: Jankovics József, felelős szerkesztette: Császtvay Tünde, szerkesztette: Csörsz Rumen István, Szabó G. Zoltán, Budapest, MTA Irodalomtudományi Intézet, 2007 451–474.[4]
- Gábor Kecskeméti, Latin Rhetoric of Imre Pécseli Király and the Early 17th Century European Rhetoric Theory, Camoenae Hungaricae, 4–5(2007–2008), 83–100.
- Rettenetes utolsó szempillantás = Tanulmányok Kelemen Didák tiszteletére: A 2008. április 17–18-án megrendezett konferencia előadásai, szerkesztette: Horváth Zita, Miskolc, Miskolci Egyetem, 2008 (Publicationes Universitatis Miskolcinensis: Sectio Philosophica, tom. XIII, fasc. 1), 31–39; ua., Miskolci Keresztény Szemle: A Keresztény Értelmiségiek Szövetsége miskolci csoportjának ökumenikus kulturális folyóirata, 4(2008)/2, 45–50.
- Rettenetes utolsó szempillantás, Miskolci Keresztény Szemle: A Keresztény Értelmiségiek Szövetsége miskolci csoportjának ökumenikus kulturális folyóirata, 4(2008)/2, 45–50.
- Kecskeméti Gábor, Szekler Enikő, A magyarországi német nyelvű halotti beszédek kutatásának helyzete és egy korai szöveg tanulságai, Irodalomtörténeti Közlemények, 112(2008), 71–91.
- Bene Sándor, Kecskeméti Gábor, Javaslatok egy új irodalomtörténet elvi alapvetéséhez és régi magyar irodalomtörténeti részének felépítéséhez, Hel, 55(2009), 201–225.
- Gábor Kecskeméti, Sources of the Rhetorical Handbook by Pál Medgyesi, Camoenae Hungaricae, 6(2009), 84–92.
- Fordítani veszélyes (Vetési István tervezett Xenophón-átültetéséről) = Humanizmus és gratuláció: Szolgálatomat ajánlom a 60 éves Jankovics Józsefnek, szerkesztette: Császtvay Tünde, Nyerges Judit, Budapest, Balassi Kiadó–MTA Irodalomtudományi Intézet, 2009, 179–188.
- A konstitutív filológia a kora újkorban: Diszciplináris intézményesülés, műnemelméleti interpretáció, funkcionális paradigmaképzés = Filológia – interpretáció – médiatörténet, szerkesztette: Kelemen Pál, Kulcsár-Szabó Zoltán, Simon Attila, Tverdota György, Budapest, Ráció Kiadó, 2009 (Filológia, 1), 375–384.
- Gábor Kecskeméti, Philological Activities of Early Modern Hungarian and Transylvanian Humanists = Acta conventus neo-Latini Budapestinensis: Proceedings of the Thirteenth International Congress of Neo-Latin Studies, Budapest, 6–12 August 2006, general ed. Rhoda Schnur, eds. Joaquin Pascual Barea, Karl Enenkel, Amedeo Di Francesco, David Money, Colette Nativel, Howard B. Norland, László Szörényi, Tempe, AZ, Arizona Center for Medieval and Renaissance Studies, 2010 (Medieval and Renaissance Texts and Studies, 386), 343–351.
- Trójaiak a falóban? Egy ismeretlen Németh László-levél = A hermeneutika vonzásában: Kulcsár Szabó Ernő 60. születésnapjára, szerkesztette: Bónus Tibor, Eisemann György, Lőrincz Csongor, Szirák Péter, Budapest, Ráció Kiadó, 2010, 623–634.
- Tacitus és a régi magyar irodalom, Irodalomtörténeti Közlemények, 114(2010), 430–438.
- Gábor Kecskeméti, Die konstitutive Philologie in der Frühen Neuzeit: Disziplinäre Institutionalisierung, genustheoretische Interpretation und funktionelle Paradigmenbildung = Kulturtechnik Philologie: Zur Theorie des Umgangs mit Texten, Hrsgg. Pál Kelemen, Ernő Kulcsár Szabó, Ábel Tamás, Heidelberg, Universitätsverlag Winter, 2011 (Bibliothek der klassischen Altertumswissenschaften: Neue Folge, 2. Reihe, 131), 291–300.
- Gábor Kecskeméti, The Reception of Ramist Rhetoric in Hungary and Transylvania: Possibilities and Achievements = Ramus, Pedagogy and the Liberal Arts: Ramism in Britain and the Wider World, eds. Steven J. Reid, Emma Annette Wilson, Farnham, Ashgate, 2011, 205–225.
- Szónoki gyakorlat a magyar vitézségről a leuveni egyetemen = Eruditio, virtus et constantia: Tanulmányok a 70 éves Bitskey István tiszteletére, I–II, szerkesztette: Imre Mihály, Oláh Szabolcs, Fazakas Gergely Tamás, Száraz Orsolya, Debrecen, Debreceni Egyetemi Kiadó, 2011, I, 61–68.
- Filiczky János (csaknem) ismeretlen köszöntőverse = Bibliotheca et Universitas: Tanulmányok a hatvanéves Heltai János tiszteletére, szerkesztette: Kecskeméti Gábor, Tasi Réka, Miskolc, Miskolci Egyetem BTK Magyar Nyelv- és Irodalomtudományi Intézet, 2011, 149–156.
- Latin humanizmus és anyanyelvű publicisztika egy 17. századi kálvinista prédikációban, Irodalomtörténeti Közlemények, 115(2011), 256–261.
- Logikai és retorikai paradigmák között: A kora újkori németországi hermeneutika születése = Filológia – nyilvánosság – történetiség, szerkesztette: Kelemen Pál, Kozák Dániel, Kulcsár Szabó Ernő, Molnár Gábor Tamás, Budapest, Ráció Kiadó, 2011 (Filológia, 4), 105–131.
- Gábor Kecskeméti, The Effect of the Universities of the Low Countries on the Intellectual History of Hungary in the Early Modern Times, Hungarian Studies, 26(2012), 189–204.
- A régiség irodalomtörténetének vizsgálati elveiről, Alf, 63(2012)/3, 60–67.
- A humanista filológiai hagyomány és Magyarország = Filológia és textológia a régi magyar irodalomban: Tudományos konferencia, Miskolc, 2011. május 25–28., szerkesztette: Kecskeméti Gábor, Tasi Réka, Miskolc, Miskolci Egyetem BTK Magyar Nyelv- és Irodalomtudományi Intézet, 2012, 13–51.
- Gábor Kecskeméti, Kazanie, retoryka, historia literatury, przeł. Jerzy Snopek = Latinitas Hungarica: Łacina w kulturze węgierskiej, koncepcja i wybór tekstów Jerzy Axer, László Szörényi, przełożył z języka węgierskiego Jerzy Snopek, Warszawa, Wydział „Artes Liberales”–Wydawnictwo DiG, 2013, 411–438.
- Pécseli Király Imre ismeretlen művei: új kontextusok 17. századi irodalom- és eszmetörténetünkhöz, Irodalomtörténeti Közlemények, 117(2013), 88–108.
- Sőtér István és az Irodalomtudományi Intézet, Irodalomtörténeti Közlemények, 117(2013), 415–421.
- A kora újkori magyarországi prédikációirodalom kutatásának eredményei és jövőbeni irányai, StudLitt, 52(2013)/3–4, 12–19.
- Kecskeméti Gábor, Papp Ingrid, A magyarországi szlovakizáló cseh nyelvű halotti beszédek kutatásának helyzete = Docendo discimus: Doktoranduszhallgatók és témavezetőik közös tanulmányai a Miskolci Egyetem Irodalomtudományi Doktori Iskolájából, szerkesztette: Huszti Tímea, Miskolc, Miskolci Egyetem BTK Irodalomtudományi Doktori Iskola, 2013, 7–14.
- Gábor Kecskeméti, Electronic Textual Criticism: A Challenge to the Editor and to the Publisher = New Publication Cultures in the Humanities: Exploring the Paradigm Shift, ed. Péter Dávidházi, Amsterdam, Amsterdam University Press, 2014, 91–98.
- A németalföldi egyetemek hatása a kora újkori magyarországi eszmetörténetben = Történetek a mélyföldről: Magyarország és Németalföld kapcsolata a kora újkorban, szerkesztette: Bozzay Réka, Debrecen, Printart-Press Kft., 2014, 246–266.
- Értelmiségi pályák a kora újkori Magyarországon: a tipikus és az egyéni = Értelmiségi karriertörténetek, kapcsolathálók, írócsoportosulások, szerkesztette: Biró Annamária, Boka László, Nagyvárad–Budapest, Partium Kiadó–reciti, 2014, 13–30.
- Az MTA BTK Irodalomtudományi Intézetében elkészítendő magyar irodalomtörténet megalapozása, Irodalomtörténeti Közlemények, 118(2014), 747–783.
- A régiséget értelmező irodalomtörténészi gyakorlat reflektált és reflektálatlan szemléleti alapjairól, Irodalomtörténeti Közlemények, 119(2015), 577–584.
- Kecskeméti Gábor, Hatalom és értelmiség: Kora újkori perspektívák = Hatalmi diskurzusok: A hatalom reprezentációi a tudományokban és a művészetekben, szerkesztette: Bíró Csilla, Visy Beatrix, Budapest, OSZK–Gondolat Kiadó, 2016 (Bibliotheca Scientiae et Artis, 8), 17–27.
- Zrínyi Miklós és a németországi államelméleti gondolkodás újabb szakasza = Határok fölött: Tanulmányok a költő, katona, államférfi Zrínyi Miklósról, szerkesztette: Bene Sándor, Fodor Pál, Hausner Gábor, Padányi József, Budapest, MTA BTK, 2017, 435–448.

### Kisebb közlemények, adatközlések
- Egy elorzott prédikáció = Csonka Ferenc 80. születése napjára, szerkesztette: Tamás Zsuzsanna, Budapest, Balassi Kiadó, 1996, 10.
- Kecskeméti Gábor, Németh S. Katalin, Tarnai Andor munkássága: Bibliográfia = Tarnai Andor-emlékkönyv, szerkesztette: Kecskeméti Gábor, munkatársak Hargittay Emil, Thimár Attila, Budapest, Universitas Könyvkiadó, 1996 (Historia Litteraria, 2), 317–325; ua. = Tarnai Andor, Tanulmányok a magyarországi historia litteraria történetéről, szerkesztette: Kecskeméti Gábor, Budapest, Universitas Könyvkiadó, 2004 (Historia Litteraria, 16), 145–154 (kiegészítve).
- Quin dis = Jankovics József 50. születésnapjára, [szerkesztette: Kőszeghy Péter], Budapest, Balassi Kiadó–Rebakucs, 1999, 3–4.
- Ismeretlen Janus-fordítás a XVII. század első évtizedéből = Ritoók Zsigmondné Szalay Ágnes 70. születésnapjára, szerkesztette: Tamás Zsuzsanna, Budapest, Rebakucs, 2001, 13–15.
- Kecskeméti Gábor, Németh S. Katalin, Tarnai Andor munkássága (Bibliográfia) = Tarnai Andor, Tanulmányok a magyarországi historia litteraria történetéről, szerkesztette: Kecskeméti Gábor, Budapest, Universitas Könyvkiadó, 2004 (Historia Litteraria, 16), 145–154.
- Bene Sándor, Kecskeméti Gábor, Válogatott bibliográfia = Régi az újban, szerkesztette: Bene Sándor, Kecskeméti Gábor, Helikon, 51(2005), 3. szám, 345–346.
- Egy XVII. század végi patrisztikai idézet felderítése = Labor omnia vincit: Tanulmányok Tüskés Gábor 50. születésnapjára, szerkesztette: Bretz Annamária, Csörsz Rumen István, Hegedűs [Hegedüs] Béla, Budapest, Balassi Kiadó–MTA Irodalomtudományi Intézet, 2005, 15–17.
- Kecskeméti Gábor, Szekler Enikő, Egy Pázmány-exemplum filológiai háttere és intertextuális kapcsolatai = Pázmány nyomában: Tanulmányok Hargittay Emil tiszteletére, szerkesztette: Ajkay Alinka, Bajáki Rita, Vác, Mondat Kft., 2013, 243–245.

### Lexikoncikkek
- Új magyar irodalmi lexikon, főszerkesztő: Péter László, Budapest, Akadémiai Kiadó, 1994, I–III; 20002, CD-ROM; 20003, I–III 40 szócikk: Árkádia-akadémia, Babai Ferenc, Bajtay József Antal br., Concilium decem-virorum Hungariae (1722), Conradi Ignác Norbert, Debreceni disputa, Dudith András (Uray Piroskával), Faludi Ferenc, Feller Miklós, Földvári Mihály, Füssi Pius, Gyöngyösi M. János, abafáji Gyulay Pál, Hannulik János Krizosztom, Hell Miksa, Idea principum in sapientia coronata Matthiae Corvini (1713), osdolai Kun István, Lehotzky András, Makó Pál, Marotti Imre, Mátyási József, Molnár János, Nádasdy Ferenc gr., Pécsi Ferenc (Bárczi Ildikóval), Raab István, Regnum Marianum, Répszeli László, Schez Péter, Sötét ködbül alig tisztult vala szép hajnal… (1603), Strategemata Martis Ungarici (1716), Svasoriae regum Hungariae (1728), Szathmári Pap János, Szegedi Mihály, Szegedi Pastoris Dániel, Szerdahelyi György Alajos, Tertina Mihály, Vajdakamarási Lőrinc, Vedres István, Verseghy Ferenc, Vetus Hungarorum in Magnam Dominam pietas (1728).
- Magyar művelődéstörténeti lexikon: Középkor és kora újkor, főszerkesztő: Kőszeghy Péter, szerkesztette: Tamás Zsuzsanna, Budapest, Balassi Kiadó, I, 2003; II, 2004; III, 2005; IV, 2005; V, 2006; VI, 2006; VII, 2007; VIII, 2008; IX, 2009; X, 2010; XI, 2011; XII, 2011; XIII, 2012; XIV (mutatók), 2014 22 szócikk: I: baconizmus, Bajtay József Antal br.; II: Concilium decem-virorum Hungariae (1722); VI: osdolai Kun István; VII: levél (Kőszeghy Péterrel); IX: Raab István, Regnum Marianum; X: Répszeli László, retorika, Paulus Rosa Cremnicianus, Schez Péter, Strategemata Martis Ungarici (1716), Svasoriae regum Hungariae (1728), Szathmári Pap János; XI: Szegedi Mihály, Szegedi Pastoris Dániel, Szenthe Pál, Szerdahely György Alajos, Tertina Mihály; XII: Verseghy Ferenc, Vetus Hungarorum in Magnam Dominam pietas (1728); XIII: voksoló vers (voxoló vers)
- Magyar művelődéstörténeti lexikon LX.: Minden kor, ángyod térde–„Zsúpra aggnő”, a főszerkesztő, Kőszeghy Péter hatvanadik születésnapjára, szerkesztette: Bartók István, Csörsz Rumen István, Jankovics József, Szentmártoni Szabó Géza, Budapest, rec.iti, 2011 1 szócikk: gyönyörűség, testi (lat. voluptas).

### Recenziók
- 16 billió disztichon: Papp Tibor, Disztichon alfa: Első magyar automatikus versgenerátor, Párizs–Bécs–Budapest, Magyar Műhely, 1994 (Magyar Műhely Baráti Kör Füzetek, 29) (recenzió), Magyar Napló, 7(1995)/2, 30–31.
- Boros István, A Kalocsai Főszékesegyházi Könyvtár, Budapest, Kalocsai Főszékesegyházi Könyvtár–Balassi Kiadó, 1994; németül is: István Boros, Bibliothek des Münsters von Kalocsa, Budapest, Bibliothek des Münsters von Kalocsa–Balassi Verlag, 1994 (recenzió), Irodalomtörténeti Közlemények, 100(1996), 210–212.
- A magyar művelődés és a kereszténység (La civiltà ungherese e il cristianesimo): A IV. Nemzetközi Hungarológiai Kongresszus előadásai (Róma–Nápoly, 1996. szeptember 9–14.), I–III, szerkesztette: Jankovics József, Monok István, Nyerges Judit, Sárközy Péter, Budapest–Szeged, Nemzetközi Magyar Filológiai Társaság–Scriptum Rt., 1998 (recenzió), Hungarológia, 1(1999)/1–2, 229–234.
- Szóbeliség és írásbeliség határán – Középkori prédikációirodalmunk történetének új szintézise felé: Madas Edit, Középkori prédikációirodalmunk történetéből: A kezdetektől a XIV. század elejéig, Debrecen, Kossuth Egyetemi Kiadó, 2002 (Csokonai Universitas Könyvtár: Bibliotheca Studiorum Litterarium, 25) (recenzió), Irodalomtörténeti Közlemények, 108(2004), 507–519.
- Vizkelety András, Az európai prédikációirodalom recepciója a Leuveni Kódexben – Die Rezeption der europäischen Sermonesliteratur im „Löwener Kodex”, Budapest, Akadémiai Kiadó, 2004 (Fragmenta et Codices in Bibliothecis Hungariae, 4) (recenzió), MKsz, 121(2005), 491–494.

### Alkalmi írások

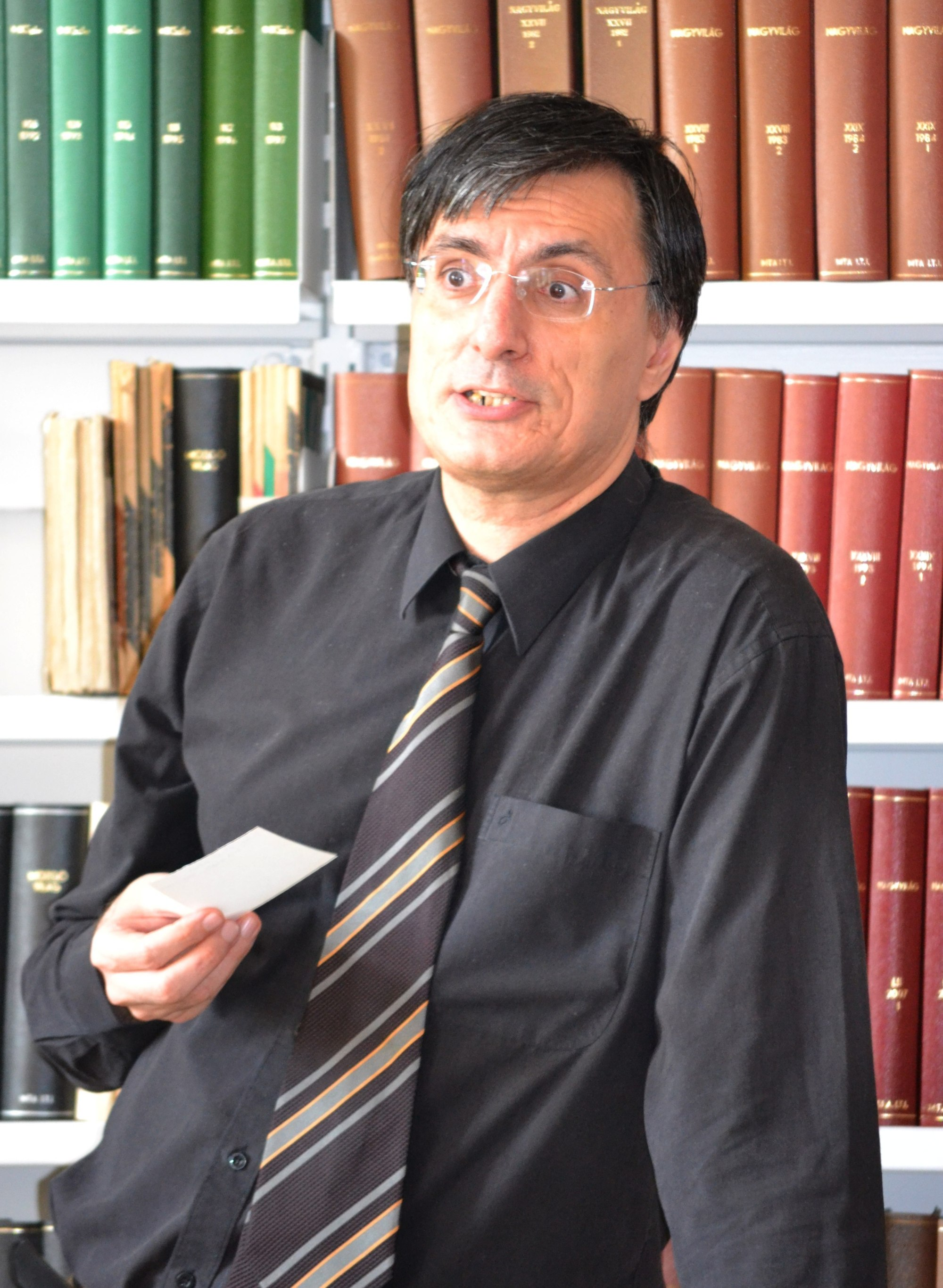
Az MTA BTK Irodalomtudományi Intézetének 2013. évi könyvmustráján

- Tarnai Andor tudományos életrajza és műveinek válogatott bibliográfiája, Irodalomismeret, 5 (1994)/4, 73–78; megjelent még: Tarnai Andor életrajza, Lovasi Hírek, 5 (2009)/8, 2009. augusztus, 8. o.
- Retorikák, poétikák, drámaelméletek (Irodalomtörténeti konferencia, Miskolc, 1995. május 22–25.), Irodalomtörténeti Közlemények, 99 (1995), 681–682. o.
- Kecskeméti Gábor, Kovács Sándor Iván, A kötetünkben használt címleírási alapelvek = Tájékoztató: A magyar irodalom szakos vizsgakövetelmények (Tételek és szakirodalom): Nappali tagozat, szerkesztette: Kecskeméti Gábor, Budapest, Universitas Könyvkiadó, 1995, 11–17. o.
- Jankovits László, Kecskeméti Gábor, Mielőtt nekivágnánk: Válasz egy javaslatra, Lit, 23 (1996), 411–416 Vö. Molnár Gábor Tamás, Hatástörténeti javaslat Bornemisza Péter Elektrájának ezredvégi (újra)értelmezésére, Lit, 22 (1995), 288–297 (a reflexióval illetett írás); Molnár Gábor Tamás, Válasz Jankovits Lászlónak és Kecskeméti Gábornak, Lit, 23 (1996), 417. o. (a szerző válasza)
- A szerkesztő utószava = Tarnai Andor-emlékkönyv, szerkesztette: Kecskeméti Gábor, munkatársak Hargittay Emil, Thimár Attila, Budapest, Universitas Könyvkiadó, 1996 (Historia Litteraria, 2), 333–334.
- Neolatin irodalom Európában és Magyarországon (Irodalomtörténeti konferencia, Pécs, 1996. május 24–26.), Irodalomtörténeti Közlemények, 100(1996), 758–759. o.
- Az Irodalomtörténeti Közlemények címleírási és jegyzetelési alapelvei, Irodalomtörténeti Közlemények, 101 (1997)/1–2, melléklet, I–VII; szintén megjelent még: Könyvészeti leírási alapelvek az Irodalomtörténeti Közlemények c. folyóiratban címen: Bevezetés a régi magyar irodalom filológiájába, szerkesztette: Hargittay Emil, Budapest, Universitas Könyvkiadó, 1997, 106–113. o.; és megjelent mé az eredeti címen is: Bevezetés a régi magyarországi irodalom filológiájába, szerkesztette: Hargittay Emil, Budapest, Universitas Könyvkiadó, 2003, 9–15. o.
- Janus Pannonius és a humanista irodalmi hagyomány (Irodalomtörténeti konferencia, Pécs, 1997. május 23–25.), Irodalomtörténeti Közlemények, 101 (1997), 452–453. o.
- Könyvészeti leírási alapelvek az Irodalomtörténeti Közlemények c. folyóiratban = Bevezetés a régi magyar irodalom filológiájába, szerkesztette: Hargittay Emil, Budapest, Universitas Könyvkiadó, 1997, 106–113. o.
- Jankovits László, Kecskeméti Gábor, Előszó = Janus Pannonius és a humanista irodalmi hagyomány, szerkesztette: Jankovits László, Kecskeméti Gábor, Pécs, JPTE, 1998, 5. o.
- Kecskeméti Gábor, Megemlékezés Jenei Ferencről, újratemetésekor, Irodalomtörténeti Közlemények, 102 (1998), 611–613. o.; szintén megjelent még: A budapesti évek (1963–1971), Arrabona: Múzeumi Közlemények, 37 (1999)/1–2, 486–488. o.
- A budapesti évek (1963–1971) [Jenei Ferencről], Arrabona: Múzeumi Közlemények, 37 (1999)/1–2, 486–488. o.
- Bartók István, Jankovits László, Kecskeméti Gábor, Előszó, A szerkesztők megjegyzése = Humanista műveltség Pannóniában, szerkesztette: Bartók István, Jankovits László, Kecskeméti Gábor, Pécs, Művészetek Háza–PTE, 2000, 5–6. o.
- Kerényi Ferenc, Kecskeméti Gábor, Előszó = Visszapillantó tükör: Tanulmányok Lukácsy Sándor 75. születésnapjára, szerkesztette: Kerényi Ferenc, Kecskeméti Gábor, Budapest, Universitas Könyvkiadó, 2000, 7. o.
- Az ItK címleírási és jegyzetelési alapelvei = Bevezetés a régi magyarországi irodalom filológiájába, szerkesztette: Hargittay Emil, Budapest, Universitas Könyvkiadó, 20033, 9–15. o.
- Bevezető = Virtuális kiállítás Balassi Bálint tiszteletére születése 450., halála 410. évfordulója alkalmából, szerkesztette: Sudár Annamária, hálózati kiadvány, Neumann-ház, 2004
- Nadányi János, Verseghy Ferenc = Nemzeti évfordulóink 2007, főszerkesztő: Estók János, szerkesztette: Beke László, Gazda István, Szász Zoltán, Szörényi László, Budapest, Balassi Bálint Magyar Kulturális Intézet Nemzeti Évfordulók Titkársága, 2006, 40. és 48. o.
- Tarnai Andor életrajza, Lovasi Hírek, 5 (2009)/8, 2009. augusztus, 8. o.
- H[orváth] Z[ita], Interjú Kecskeméti Gáborral, az Irodalomtudományi Doktori Iskola vezetőjével, Publicationes Universitatis Miskolcinensis: Sectio Philosophica, 17 (2012)/1, 211–239. o.
- Filológia és textológia a régi magyar irodalomban: Tudományos konferencia, Miskolc, 2011. május 25–28., szerkesztette: Kecskeméti Gábor, Tasi Réka, Miskolc, Miskolci Egyetem BTK Magyar Nyelv- és Irodalomtudományi Intézet, 2012 Benne: Előszó, 5–10. o.
- A százéves Irodalomtörténet és humántudományi folyóirataink az új évezredben, It, 93 (2012), 119–124. o.
- Bevezető = Docendo discimus: Doktoranduszhallgatók és témavezetőik közös tanulmányai a Miskolci Egyetem Irodalomtudományi Doktori Iskolájából, szerkesztette: Huszti Tímea, Miskolc, Miskolci Egyetem BTK Irodalomtudományi Doktori Iskola, 2013, 3–5. o.
- A Tarnai Andor-díj átvételekor = „Jól őrizd helyedet”: Emlékezések Tarnai Andorra, vál., szerkesztette: Tüskés Gábor, munkatárs Bretz Annamária, a képeket vál. Kecskeméti Gábor, Budapest, reciti, 2014, 90–92. o.
- Előszó = Textológia – filológia – értelmezés: Klasszikus magyar irodalom, szerkesztette: Czifra Mariann, Szilágyi Márton, Debrecen, Debreceni Egyetemi Kiadó, 2014 (Csokonai Universitas Könyvtár: Bibliotheca Studiorum Litterarium, 55), 7–12. o.
- Hanthy Kinga, Új magyar irodalomtörténet. Kecskeméti Gábor: Más szempontok szerint világítjuk át az életműveket, Napi Gazdaság, 25/109, 2015. június 8., 14; ua., Irodalom 21: A debreceni magyartanárok lapja, 2016. november, 30–31. o.
- Gábor Kecskeméti, Lectori salutem = Augustinus Moravus Olomucensis: Proceedings of the International Symposium to Mark the 500th Anniversary of the Death of Augustinus Moravus Olomucensis (1467–1513), 2013. november 13., National Széchényi Library, Budapest, eds. Péter Ekler, Farkas Gábor Kiss, Budapest, MTA BTK Irodalomtudományi Intézet–OSZK, 2015, 7–8. o.
- Emlékezés Kerényi Ferencre, Irodalomtörténeti Közlemények, 119 (2015), 3–6. o.
- Kabdebó Lóránt születésnapjára, Publicationes Universitatis Miskolcinensis: Sectio Philosophica, 20(2016)/1, 7–9.
- Bevezető = Honfoglaló, nagy írónemzedék: Az erdélyi Helikon írói közösség megalakulásának 90. évfordulójáról megemlékező miskolci tudományos konferencia előadásai, szerkesztette: Kabán Annamária, Mózes Huba, Miskolc, Bíbor Kiadó, 2016, 11–12. o.
- Köszöntő = Műhelyszeminárium: A hatvanéves Gyapay László köszöntése, szerkesztette: Fekete Norbert, Porkoláb Tibor, Rostás Édua, Miskolc, Miskolci Egyetem BTK Magyar Nyelv- és Irodalomtudományi Intézet, 2016, 5–8. o.

### Szerkesztett kötetek
- Tájékoztató: A magyar irodalom szakos vizsgakövetelmények (Tételek és szakirodalom): Nappali tagozat, szerkesztette: Kecskeméti Gábor, Budapest, Universitas Könyvkiadó, 1995 Benne: A kötetünkben használt címleírási alapelvek (Kovács Sándor Ivánnal), 11–17.
- Neolatin irodalom Európában és Magyarországon, szerkesztette: Jankovits László, Kecskeméti Gábor, Pécs, JPTE, 1996, 230 l. Benne: Előszó (Jankovits Lászlóval), 5–6 Ism.: Szentpéteri Márton, Régi és új összjátéka (?), Iskolakultúra, 9 (1999)/3, 97–102
- Tarnai Andor-emlékkönyv, szerkesztette: Kecskeméti Gábor, munkatársak Hargittay Emil, Thimár Attila, Budapest, Universitas Könyvkiadó, 1996 (Historia Litteraria, 2) Benne: Tarnai Andor munkássága: Bibliográfia (Németh S. Katalinnal), 317–325; A szerkesztő utószava, 333–334. o.
- Janus Pannonius és a humanista irodalmi hagyomány, szerkesztette: Jankovits László, Kecskeméti Gábor, Pécs, JPTE, 1998 Benne: Előszó (Jankovits Lászlóval), 5. o.
- Humanista műveltség Pannóniában, szerkesztette: Bartók István, Jankovits László, Kecskeméti Gábor, Pécs, Művészetek Háza–PTE, 2000 Benne: Előszó (Bartók Istvánnal és Jankovits Lászlóval), 5. o.
- Visszapillantó tükör: Tanulmányok Lukácsy Sándor 75. születésnapjára, szerkesztette: Kerényi Ferenc, Kecskeméti Gábor, Budapest, Universitas Könyvkiadó, 2000
- Tarnai Andor, Tanulmányok a magyarországi historia litteraria történetéről, szerkesztette: Kecskeméti Gábor, Budapest, Universitas Könyvkiadó, 2004 (Historia Litteraria, 16) Benne: Tarnai Andor munkássága: Bibliográfia (Németh S. Katalinnal), 145–154.
- Régi az újban, szerkesztette: Bene Sándor, Kecskeméti Gábor, Helikon, 51 (2005), 3. szám.
- Bibliotheca et Universitas: Tanulmányok a hatvanéves Heltai János tiszteletére, szerkesztette: Kecskeméti Gábor, Tasi Réka, Miskolc, Miskolci Egyetem BTK Magyar Nyelv- és Irodalomtudományi Intézet, 2011.
- Előszó = Filológia és textológia a régi magyar irodalomban: Tudományos konferencia, Miskolc, 2011. május 25–28., szerkesztette: Kecskeméti Gábor, Tasi Réka, Miskolc, Miskolci Egyetem BTK Magyar Nyelv- és Irodalomtudományi Intézet, 2012, 5–10.
- Nemzeti évfordulóink 2015, főszerkesztő: Estók János, szerkesztette: Gazda István, Kecskeméti Gábor, Sisa József, Ujváry Gábor, Budapest, Balassi Intézet, 2015.
- Hatvan év az MTA Irodalomtudományi Intézetében: Intézmény- és tudománytörténeti metszetek, szerkesztette: Kecskeméti Gábor, Budapest, reciti, 2016.
- Nemzeti évfordulóink 2016, főszerkesztő: Estók János, szerkesztette: Gazda István, Kecskeméti Gábor, Sisa József, Ujváry Gábor, Budapest, Balassi Intézet, 2016.
- Nemzeti évfordulóink 2017, főszerkesztő: Estók János, szerkesztette: Gazda István, Kecskeméti Gábor, Sisa József, Ujvári [Ujváry] Gábor, Budapest, Külgazdasági és Külügyminisztérium Balassi Intézet, 2017.
- Nemzeti évfordulóink 2018, főszerkesztő: Estók János, szerkesztette: Gazda István, Kecskeméti Gábor, Mikó Árpád, Ujvári [Ujváry] Gábor, Budapest, Külgazdasági és Külügyminisztérium Balassi Intézet, 2018.

### Kötetsorozat szerkesztése
- Historia Litteraria: Az Universitas Könyvkiadó sorozata, sorozatszerkesztő Hargittay Emil, Kecskeméti Gábor, Thimár Attila (1–27. kötet), Hargittay Emil, Kecskeméti Gábor (a 28. kötettől), Budapest, Universitas Könyvkiadó, 1995– 31 megjelent kötet, együttesen 9298 oldal terjedelemben.
  - Gyárfás István, Virgilius poetának Aeneise (1717), kiad., bev., jegyz. Thimár Attila, Budapest, Universitas Könyvkiadó, 1995 (Historia Litteraria, 1), 508 l. Ism.: Bartók István, ItK, 101(1997), 427–429
  - Tarnai Andor-emlékkönyv, szerkesztette: Kecskeméti Gábor, munkatársak Hargittay Emil, Thimár Attila, Budapest, Universitas Könyvkiadó, 1996 (Historia Litteraria, 2), 352 l. Benne: Tarnai Andor munkássága: Bibliográfia (Németh S. Katalinnal), 317–325; A szerkesztő utószava, 333–334 'Ism.': Jankovics József, A mester és tanítványai, Nszab, 54 (1996)/197, 1996. augusztus 24., 11; Imre Mihály, ItK, 103 (1999), 513–521 o.
  - Tüskés Gábor, A XVII. századi elbeszélő egyházi irodalom európai kapcsolatai (Nádasi János), Budapest, Universitas Könyvkiadó, 1997 (Historia Litteraria, 3), 438 l. Ism.: Bitskey István, ItK, 103(1999), 521–525
  - Kecskeméti Gábor, Prédikáció, retorika, irodalomtörténet: A magyar nyelvű halotti beszéd a 17. században, Budapest, Universitas Könyvkiadó, 1998 (Historia Litteraria, 5), 325 l. Ism.: Bitskey István, It, 80(1999), 485–490; Szilasi László, ItK, 104(2000), 240–250; Bazsányi Sándor, Zár és nyit (és nyit és zár), BuKsz, 13 (2001)/1, 43–49. o.; Bene Sándor, Szövegaktus, ItK, 107(2003), 667–676. o.
  - Naplók és útleírások a 16–18. századból, kiad. Szelestei N. László, Budapest, Universitas Könyvkiadó, 1998 (Historia Litteraria, 6), 204 l. Ism.: Kulcsár Péter, ItK, 104(2000), 512–515. o.
  - Zemplényi Ferenc, Az európai udvari kultúra és a magyar irodalom, Budapest, Universitas Könyvkiadó, 1998 (Historia Litteraria, 4), 136 l.
  - Hopp Lajos, Mikes Kelemen: Életút és írói pályakezdet, szerkesztette: Tüskés Gábor, Budapest, Universitas Könyvkiadó, 2000 (Historia Litteraria, 7), 238 l.
  - Kókay György, Felvilágosodás, kereszténység, nemzeti kultúra, Budapest, Universitas Könyvkiadó, 2000 (Historia Litteraria, 8), 255 l.
  - Hargittay Emil, Gloria, fama, literatura: Az uralkodói eszmény a régi magyarországi fejedelmi tükrökben, Budapest, Universitas Könyvkiadó, 2001 (Historia Litteraria, 10), 239 l.
  - Knapp Éva, Pietás és literatúra: Irodalomkínálat és művelődési program a barokk kori társulati kiadványokban, Budapest, Universitas Könyvkiadó, 2001 (Historia Litteraria, 9), 317 l.
  - Hopp Lajos, A fordító Mikes Kelemen, szerkesztette: Tüskés Gábor, Budapest, Universitas Könyvkiadó, 2002 (Historia Litteraria, 12), 438 l. Ism.:Penke Olga, ItK, 107(2003), 608–610 o.
  - Zemplényi Ferenc, Műfajok reneszánsz és barokk között, Budapest, Universitas Könyvkiadó, 2002 (Historia Litteraria, 11), 152 l. Ism.: BánkiÉva, ItK, 107 (2003), 760–763; Szőnyi György Endre, BuKsz, 16 (2004)/1, 18–20; Tüskés Gábor, Hagyomány és kritika: Könyvek, könyvbírálatok a kora újkori európai irodalom és művelődés történetéhez, Budapest, MTA BTK, 2013, 15–23 o.
  - Knapp Éva, Irodalmi emblematika Magyarországon a XVI–XVIII. században: Tanulmány a szimbolikus ábrázolásmód történetéhez, Budapest, Universitas Könyvkiadó, 2003 (Historia Litteraria, 14), 368 l. Ism.: Szőnyi György Endre, BuKsz, 16 (2004)/1, 14–18 o.
  - Szenci Molnár Albert Naplója, kiad., ford., bev., jegyz. Szabó András, Budapest, Universitas Könyvkiadó, 2003 (Historia Litteraria, 13), 317 l.
  - Bod Péter, a historia litteraria művelője, szerkesztette: Tüskés Gábor, munkatársak Csörsz Rumen István, Hegedűs [Hegedüs] Béla, Budapest, Universitas Könyvkiadó, 2004 (Historia Litteraria, 15), 208 l.
  - H. Hubert Gabriella, A régi magyar gyülekezeti ének, Budapest, Universitas Könyvkiadó, 2004 (Historia Litteraria, 17), 542 l.
  - Tarnai Andor, Tanulmányok a magyarországi historia litteraria történetéről, szerkesztette: Kecskeméti Gábor, Budapest, Universitas Könyvkiadó, 2004 (Historia Litteraria, 16), 155 l. Benne: Tarnai Andor munkássága: Bibliográfia (Németh S. Katalinnal), 145–154 o.
  - Amedeo Di Francesco, Kölcsönhatás, újraírás, formula a magyar irodalomban, Budapest, Universitas Könyvkiadó, 2005 (Historia Litteraria, 19), 334 l.
  - Mezőváros, reformáció és irodalom (16–18. század), szerkesztette: Szabó András, Budapest, Universitas Könyvkiadó, 2005 (Historia Litteraria, 18), 236 l. Ism.: Mercs István, ItK, 110 (2006), 567–572 o.
  - Petrőczi Éva, Puritánia: Tanulmányok a magyar és angol puritanizmus irodalmáról, Budapest, Universitas Könyvkiadó, 2006 (Historia Litteraria, 20), 214 l. Ism.: Bartók István, ItK, 111 (2007), 304–306 o.
  - P. Vásárhelyi Judit, Szenci Molnár Albert és a Vizsolyi Biblia új kiadásai, Budapest, Universitas Könyvkiadó, 2006 (Historia Litteraria, 21), 245 l. Ism.: Szabó András, ItK, 110 (2006), 702–704
  - Bárczi Ildikó, Ars compilandi: A késő középkori prédikációs segédkönyvek forráshasználata (A hiteles információk összegyűjtésének kevéssé bevallott módszerei – Az intertextualitás információs rendszerei), Budapest, Universitas Könyvkiadó, 2007 (Historia Litteraria, 23), 693 l.
  - Thimár Attila, Hős és áldozat: Révai Miklós és a klasszikus századforduló irodalomtörténete, Budapest, Universitas Könyvkiadó, 2007 (Historia Litteraria, 22), 185 l.
  - S. Varga Katalin, Az 1674-es gályarabper jegyzőkönyve: Textus és értelmezés, Budapest, Universitas Könyvkiadó, 2008 (Historia Litteraria, 24), 295 l.
  - Hargittay Emil, Filológia, eszmetörténet és retorika Pázmány Péter életművében, Budapest, Universitas Könyvkiadó, 2009 (Historia Litteraria, 25), 283 l. Ism.: P. Vásárhelyi Judit, ItK, 115 (2011), 374–376. o.
  - Komlóssy Gyöngyi, A különös magyar nyelv: Adalékok Bél Mátyás nyelvtudományi munkásságához, Budapest, Universitas Könyvkiadó, 2010 (Historia Litteraria, 27), 168 l. Ism.: Juhász Szandra, ItK, 116 (2012), 354–356. o.
  - Szelestei N. László, Eszmék és arcok a 18. századi Magyarországról, Budapest, Universitas Könyvkiadó, 2010 (Historia Litteraria, 26), 233 l.
  - Író a száműzetésben: Mikes Kelemen, szerkesztette: Tüskés Gábor, munkatársak Csörsz Rumen István, Hegedüs Béla, Lengyel Réka, Budapest, Universitas Könyvkiadó, 2012 (Historia Litteraria, 28), 355 l. Ism.: Bitskey István, ItK, 117(2013), 355–360. o.
  - Bitskey István, Religió, stúdium, literatúra: Tanulmányok a régi magyarországi műveltségről, Budapest, Universitas Könyvkiadó, 2013 (Historia Litteraria, 29), 314 l.
  - Németh S. Katalin, Magyar dolgokról: Magyar–német kapcsolattörténeti tanulmányok, Budapest, Universitas Könyvkiadó, 2014 (Historia Litteraria, 31), 264 l. Ism.: Bitskey István, ItK, 119 (2015), 418–421. o.
  - Pintér Márta Zsuzsanna, Theatrum és literatúra, Budapest, Universitas Könyvkiadó, 2014 (Historia Litteraria, 30), 287 l. Ism.: KaposiKrisztina, ItK, 120 (2016), 536–539. o.
  - Tüskés Gábor, Knapp Éva, A Fortunatustól a Törökországi levelekig: Válogatott tanulmányok, Budapest, Universitas Könyvkiadó–MTA BTK Irodalomtudományi Intézet, 2015 (Historia Litteraria, 32), 703 l. Ism.: Imre Mihály, ItK, 121 (2017), 275–280. o.
  - Vörös Imre, Péczeli József (1750–1792), Budapest, Universitas Könyvkiadó, 2017 (Historia Litteraria, 33), 165 l.
  - Papp Ingrid, Biblikus cseh nyelvű gyászbeszédek a 17. századi Magyarországon: A nyomtatott korpusz bemutatása és irodalomtörténeti vizsgálata, Budapest, Universitas Könyvkiadó, 2018 (Historia Litteraria, 34), 304 l.

### Folyóiratok szerkesztése
- Irodalomtörténeti Közlemények, mint felelős szerkesztő, 100 (1996)/5–6, 543–763. l.; 101 (1997)/1–2, 3–4, 5–6, 727 l.; 10 2 (1998)/1–2, 3–4, 5–6, 837 l.; 103 (1999)/1–2, 3–4, 5–6, 765 l.; 104 (2000)/1–2, 3–4, 5–6, 825 l.; 105 (2001)/1–2, 3–4, 5–6, 779 l.; 106 (2002)/1–2, 3–4, 5–6, 756 l.; 107 (2003)/1, 2–3, 4–5, 6, 777 l.; 108 (2004)/1, 2, 3, 4, 5–6, 784 l.; 109 (2005)/1, 2–3, 4–6, 631 l.; 110 (2006)/1–2, 3–4, 5, 6, 716 l.; 111 (2007)/1–3, 4–5, 6, 686 l.; 112 (2008)/1, 2, 3, 4, 5–6, 764 l.; 113 (2009)/1, 2, 3, 4, 5, 6, tematikus különszám, 835 l.; 114 (2010)/1, 2, 3, 4, 5, 6, 578 l.; 115 (2011)/1, 2, 3, 4, 5, 6, 740 l.; 116 (2012)/1, 2, 3, 4, 5, 6, 718 l. (1996–2012 között összesen 12139 oldalnyi terjedelem) mint főszerkesztő, 117 (2013)/1, 2, 3, 4, 5, 6, 758 l.; 118 (2014)/1, 2, 3, 4, 5, 6, 887 l.; 119 (2015)/1, 2, 3, 4, 5, 6, 873 l.; 120 (2016)/1, 2, 3, 4, 5, 6, 819 l.; 121 (2017)/1, 2, 3, 4, 5, 6, 851 l. (1996–2017 között összesen 16327 oldalnyi terjedelem)
- Camoenae Hungaricae, mint felelős szerkesztő, 1 (2004), 146 l.; 2 (2005), 155 l.; 3 (2006), 180 l.; 4–5 (2007–2008), 130 l.; 6 (2009), 128 l.; 7 (2010), 94 l. (2004–2010 között összesen 833 oldalnyi terjedelem)
- Publicationes Universitatis Miskolcinensis: Sectio Philosophica, a szerkesztőbizottság tagjaként, a 13 (2008)/1. számtól. A hivatkozások között csak a folyóirat egészét ismertető írásokat regisztráljuk.

### Adatbázis
- Kecskeméti Gábor, Papp Ingrid, Szekler Enikő: A magyarországi halotti beszédek adatbázisa[5]

## Szakmai díjak
- 2000–2003 között Széchenyi Professzori Ösztöndíjas volt.[3]
- A 2009. évi Tarnai Andor-díj kitüntetettje.
- Az MTA Miskolci Területi Bizottsága (MTA-MAB) tudományos eredményei és az MTA-MAB keretében végzett munkája elismeréseként neki ítélte oda a bölcsészet- és társadalomtudományi területek 2012. évi Kitüntető Tudományos Díját.
- 2016-ban az Eötvös Collegiumért emlékéremmel tüntették ki.
- 2019-ben a Miskolci Egyetem „elkötelezett, kimagasló színvonalú, kari és egyetemi szinten is meghatározó jelentőséggel bíró, nemzetközi hatású oktatói-kutatói, intézmény- és tudományszervezői, tudományos közéleti és vezetői” munkájáért Pro Universitate kitüntetést adományozott számára.